# Mathias Lobato
Pour les articles homonymes, voir Lobato.
Mathias Lobato est une municipalité brésilienne de l'État du Minas Gerais et la microrégion de Governador Valadares.